# Anna Bațmanova
Anna Iakovlevna Bațmanova (n. 17 septembrie 1955, Balta, RSS Ucraineană, URSS) este bibliotecar-bibliograf și director al Bibliotecii Evreiești „Itzik Manger” din Chișinău, Republica Moldova.
Susținătoare ferventă a conservării culturii evreiești, a transformat biblioteca într-un centru de referință pentru studierea și promovarea patrimoniului evreiesc. Anna Bațmanova a fost decorată cu Ordinul Gloria Muncii și este laureată a Premiului Ion Madan, a Premiului „Șapte Lumânări” și a altor distincții pentru contribuțiile sale remarcabile la viața culturală și socială a Moldovei.

## Copilăria și educația
Anna Iakovlevna Bațmanova s-a născut la 17 septembrie 1955 în orașul Balta, regiunea Odesa, Ucraina (pe atunci parte a RSS Ucrainene din URSS). Crescută într-un mediu în care Paștele era singura legătură cu moștenirea evreiască, a manifestat de timpuriu interes pentru literatură și activități comunitare. În 1972, și-a început cariera ca bibliotecar junior la Biblioteca pentru Copii nr. 4 din Chișinău, avansând prin roluri precum bibliotecar, bibliotecar principal și șef de filială. A absolvit Facultatea de Biblioteconomie a Universității de Stat din Moldova, obținând calificarea de bibliotecar-bibliograf. În 1979, a fost invitată să ocupe postul de bibliotecar principal la biblioteca municipală pentru tineret, unde ulterior a devenit director.

## Cariera
Angajamentul Annei Bațmanova în conservarea culturii evreiești a început în 1988, când s-a alăturat Societății Culturale Evreiești din Moldova. În 1991, în contextul politicilor de diversitate culturală promovate după obținerea independenței Republicii Moldova, a condus înființarea Bibliotecii Evreiești „Itzik Manger”, filială a Bibliotecii Municipale „B. P. Hasdeu” din Chișinău. Începută cu o colecție modestă de cărți donate de comunitatea evreiască și cetățenii din Chișinău, biblioteca a devenit, sub conducerea sa, o instituție culturală de prim rang. În 1993, Asociația Bibliotecilor Municipale a recunoscut-o drept una dintre cele mai bune din țară, iar în 1994 a fost desemnată bibliotecă model la o conferință a bibliotecilor evreiești din fostul URSS.
Biblioteca deține peste 40.000 de volume în idiș, ebraică, română, rusă, engleză și alte limbi, incluzând o colecție pentru copii, un mic teatru, un departament de arhivă audio-vizuală, un departament de cercetare, un arhiv dedicat renașterii comunității și bibliotecii evreiești, precum și un muzeu al istoriei evreilor. A fost prima instituție care a înființat un muzeu al istoriei evreilor din Basarabia. Cu un personal format din 11 bibliotecari profesioniști, biblioteca organizează evenimente culturale, precum lecturi literare, expoziții, conferințe și întâlniri cu artiști și cercetători.
Anna Bațmanova coordonează personal proiecte precum „Biblioteca Evreiască – centru al vieții spirituale evreiești”, „Tradiții și inovații la Biblioteca Evreiască Itzik Manger”, Festivalul Cărții Evreiești și alte inițiative. A contribuit la discursul cultural prin publicații, activități de conducere și muncă editorială, fiind director și membru al colegiului editorial al revistei Arhivarius și al ziarului bilingv Dimineața capitalei / Утро столицы. În 2021, ambele publicații au fost premiate în cadrul concursurilor municipale de edituri organizate de Primăria Chișinău: Arhivarius pentru originalitate și calitate, iar Dimineața capitalei pentru implicare socio-culturală.
Bațmanova susține inițiative sociale, precum centrul pentru refugiați „Spațiu sigur pentru mame și copii”.

## Premii și recunoaștere
Anna Bațmanova a fost distinsă cu premii pentru contribuțiile sale la cultura evreiască, biblioteconomie și activitatea publică: 
- Premiul Ion Madan (2018): Acordat de Ministerul Educației, Culturii și Cercetării al Republicii Moldova la 15 ianuarie 2018 pentru excelență profesională și dedicare în domeniul biblioteconomiei.[8]
- Ordinul Gloria Muncii (2019): Decernat de președintele Igor Dodon la 11 decembrie 2019 pentru contribuții remarcabile la dezvoltarea culturală și conservarea patrimoniului evreiesc în Moldova.[9]
- Premiul „Șapte Lumânări” (2021): Acordat de Comunitatea Evreiască din Moldova la 18 decembrie 2021 pentru rolul său în conservarea culturii evreiești și publicarea cărții Punct de atracție, dedicată aniversării a 30 de ani a bibliotecii.[10]

## Moștenire
Sub conducerea Annei Bațmanova, Biblioteca Evreiască „Itzik Manger” a devenit un pilon al comunității evreiești din Moldova, promovând educația, conservarea culturală și integrarea socială. Publicațiile și premiile sale, inclusiv prestigiosul Ordin Gloria Muncii, subliniază impactul său asupra biblioteconomiei și dezvoltării etnoculturale. Biblioteca continuă să prospere datorită viziunii sale, oferind programe diverse și susținând inițiative precum sprijinul pentru refugiați și comemorarea Holocaustului.

## Publicații
Bațmanova este autoare a numeroase articole, eseuri și a unei cărți dedicate culturii evreiești, biblioteconomiei și memoriei istorice:

### Carte
- Punct de atracție (2021): O culegere care documentează istoria și impactul Bibliotecii Municipale Evreiești „Itzik Manger”, publicată cu ocazia aniversării a 30 de ani.

### Articole selectate
- „Biblioteca Itzik Manger – bastion al cunoașterii și promovării valorilor umane” (Arhivarius, 2025, nr. 15): Discută rolul bibliotecii în conservarea culturii.[11]
- „Despre un trecut care nu trebuie repetat” (Arhivarius, 2024, nr. 11): Reflecții asupra comemorării Holocaustului.[12][sursă primară]
- „Artiști despre tragedia din 7 octombrie” (Dimineața capitalei, 2024, nr. 11): Prezintă o expoziție de artă din Tel Aviv dedicată evenimentelor din 7 octombrie 2023.[13]
- „Sinagogile din Bender” (Arhivarius, 2022, nr. 3): Explorează istoria sinagogilor evreiești din Bender, Moldova.[14][sursă primară]
- „Digitalizarea pentru conservare” (Arhivarius, 2021, nr. 1, în colaborare cu M. Kocheru).

Contribuțiile sale lunare în Arhivarius și Dimineața capitalei includ editoriale, recenzii ale evenimentelor culturale și reflecții asupra istoriei evreiești, publicate în limbile română și rusă.

### Alții
- « La finele anului » (Dimineața capitalei, 2024, nr. 13).[15][sursă primară]
- « Вместо аннотации » (Arhivarius, 2024, nr. 13).
- « Сила носителей слова » (Arhivarius, 2024, nr. 12).[16][sursă primară]
- « Вступительное слово » (Arhivarius, 2023, nr. 6, nr. 8, nr. 9).[17][sursă primară][18][sursă primară][19][sursă primară]
- « Возвращаясь к напечатанному » (Arhivarius, 2023, nr. 7).[20][sursă primară]
- « Вступительное слово » (Arhivarius, 2022, nr. 5).
- « Проект, создающий безопасное пространство » (Dimineața capitalei, 2022, nr. 3).[21][sursă primară]
- « Мы не можем стоять в стороне » (Dimineața capitalei, 2022, nr. 2).[22][sursă primară]
- « Новое достижение » (Dimineața capitalei, 2021).[23][sursă primară]
- « Приветственное слово » (Arhivarius, 2021, nr. 1).
- « Старинные еврейские фотографии » (Arhivarius, 2021, nr. 2).